# Саргаево
Саргаево (баш. Һәргәй; Һарғай) — деревня в Ишимбайском районе Башкортостана, входит в состав Макаровского сельсовета.

## История
Возникла в конце XIX в. и называлась по именам первопоселенцев: Саргаево или Мухаметшарипово.

## Население
Известно, что в 1920 году в 51 дворе проживало 253 человека.
| 2002 | 2009 | 2010 |
| ---- | ---- | ---- |
| 64   | ↗66  | ↘64  |

## Географическое положение
От центра сельсовета идёт дорога местного значения Макарово-Саргаево с твердым покрытием протяжённостью 5,1 км.
Расстояние до:
- районного центра (Ишимбай): 65 км,
- центра сельсовета (Макарово): 7 км,
- ближайшей ж/д станции (Стерлитамак): 64 км.

## Улицы
В Саргаево одна улица — Центральная.

## Достопримечательности
- Гора Ыласынташ (с башк. «Орлиный камень») — названа так потому, что издали похожа на Орла, расправившего свои крылья.
- В геологии есть термин саргаевская свита, названный по деревне.
- Находится вблизи реки Ряузяк. В окрестностях деревни выходы геологических пород, проводятся экспедиции[4][5].

## Образование
Дети учатся в интернате Макаровской средней школы.